# Vulgata clementina
La Vulgata clementina (título original en latín: Biblia Sacra juxta Vulgatam Clementinam), también conocida como Vulgata sixto-clementina, es la edición promulgada en 1592 por el papa Clemente VIII de la Vulgata, traducción latina de la Biblia preparada por Jerónimo de Estridón en el siglo IV. Fue la segunda edición de la Vulgata autorizada formalmente por la Iglesia católica, siendo la primera la Vulgata sixtina. La Vulgata clementina se mantuvo en uso de forma oficial en la Iglesia católica hasta 1979, cuando la Nova Vulgata fue promulgada por el papa Juan Pablo II.
La Vulgata clementina es una revisión de la Vulgata sixtina; este último se habían publicado dos años antes bajo Sixto V. Nueve días después de la muerte de Sixto V, que había emitido la Vulgata sixtina, el Colegio Cardenalicio suspendió la venta de la Vulgata sixtina y luego ordenó la destrucción de las copias. A partir de entonces, dos comisiones bajo Gregorio XIV estuvieron a cargo de la revisión de la Vulgata sixtina. En 1592, Clemente VIII, argumentando errores de imprenta en la Vulgata sixtina, retiró todas las copias de la Vulgata sixtina que aún estaban en circulación; algunos sospechan que su decisión se debió de hecho a la influencia de los jesuitas. En el mismo año, Clemente VIII publicó y promulgó una edición revisada de la Vulgata sixtina; esta edición se conoce como Vulgata clementina (o sixto-clementina).

## Historia

### Vulgata sixtina
La Vulgata sixtina preparada bajo el papado de Sixto V se publicó en 1590; iba «acompañado de una bula (Aeternus Ille), en la que [...] Sixto V declaraba que debía ser considerada la edición auténtica recomendada por el Concilio de Trento, que debía tomarse como el estandarte de todos futuras reimpresiones, y que todas las copias deben ser corregidas por ella». El Colegio Cardenalicio no estaba satisfecho con la Vulgata Sixtina; el 5 de septiembre de 1590, nueve días después de la muerte del Sixto V, ordenaron la suspensión de sus ventas, retiraron el mayor número posible de copias, y poco después ordenó la destrucción de las copias impresas.

### Las dos comisiones pontificias de Gregorio XIV

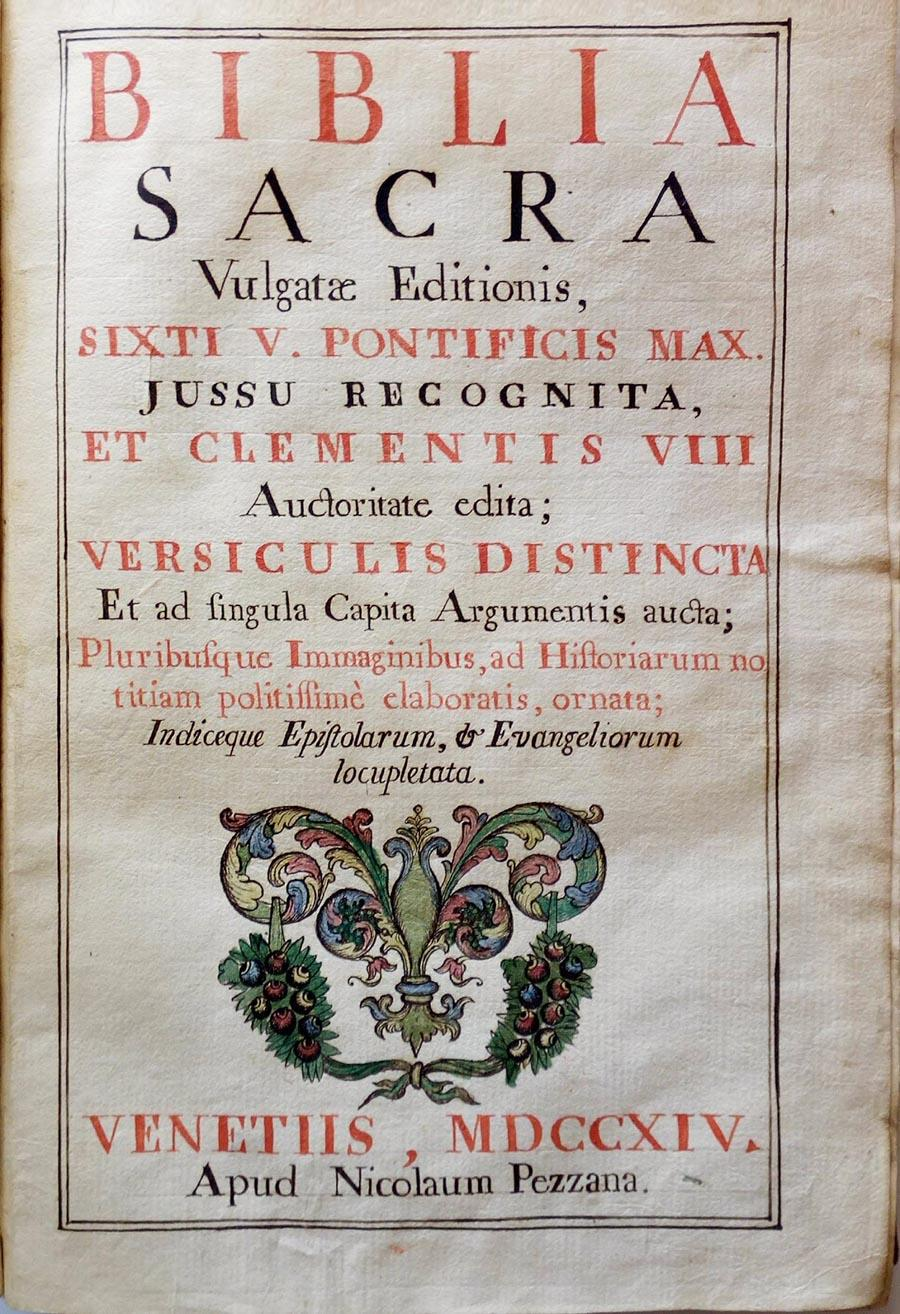
Vulgata, realizada por San Jerónimo de Estridón por encargo de san Dámaso I.

Todavía se necesitaba una versión oficial de la Vulgata. Por lo tanto, el papa Gregorio XIV creó en 1591 una cuarta comisión para revisar la Vulgata Sixtina, que posteriormente fue reorganizada como la quinta y última comisión más tarde ese mismo año. La cuarta comisión fue creada por Gregorio XIV el 7 de febrero de 1591. Fue presidida por Marco Antonio Colonna y estaba compuesta por otros seis cardenales que trabajaban en la revisión. Otras diez personas formaron parte de la comisión como asesores, incluido Robert Bellarmine. Estas últimas comisiones decidieron hacer solo los cambios que fueran realmente necesarios: para ello, la comisión consultaría manuscritos antiguos en latín, griego y hebreo. También se decidió restaurar los pasajes eliminados indebidamente por Sixto V, eliminar las adiciones, examinar los otros pasajes y corregirlos si es necesario, y revisar la puntuación. 
La cuarta comisión trabajó poco más de un mes; durante este tiempo se completó la revisión del Libro del Génesis y el 18 de marzo comenzó la revisión del Éxodo. Sin embargo, la comisión avanzaba lentamente y se esperaba que la revisión demorara un año. Debido a esta lentitud, el tamaño de la comisión se redujo, su modo de funcionamiento cambió y su lugar de trabajo se trasladó a la villa de Marco Antonio Colonna en Zagarolo. Dos personas eran miembros de esta comisión: M. A. Colonna, su presidente, y William Allen. Esta comisión también estuvo integrada por otras ocho personas como asesores: Bartolomé Miranda, Andrea Salvener, Antonius Agellius, Robert Belarmine, Bartholomew Valverde, Lelio Landi, Petrus Morinus y Angelo Rocca.
Supuestamente, el trabajo de revisión se terminó en diecinueve días gracias a la orientación del Codex Carafianus, el códice que contenía las proposiciones hechas a Sixto V por la comisión presidida por el cardenal Carafa, que es una edición de 1583 de la Vulgata de Lovaina que había ha sido enmendada por la tercera comisión bajo Carafa, y la experiencia de cuatro miembros de la comisión que habían participado previamente en el trabajo para producir la edición Sixtina (Landi, Valverde, Agellius y Rocca). El trabajo se completó después de 19 días el 23 de junio, o el 5 de julio o antes, o a principios de octubre de 1591. Brooke Foss Westcott señala que «incluso si se puede demostrar que el trabajo se prolongó durante seis meses, es obvio que no hubo tiempo para el examen de nuevas autoridades, sino sólo para hacer un revisión rápida con la ayuda de los materiales ya recopilados». La base del trabajo de la comisión fue el Codex Carafianus. 
Francis J. Thomson considera que el trabajo de revisión se confió más bien a las Congregaciones para el Índice bajo el liderazgo de M. A. Colonna. Thomson añade que la Congregación incluía, entre otros, a los cardenales Girolamo della Rovere, Ascanio Colonna, William Allen, Frederico Borromeo, así como a Roberto Belarmino y Francisco de Toledo. Thomson afirma que «la vieja idea de que se confió a una comisión especial el trabajo de revisión [de la Vulgata Sixtina] es incorrecta».
Gregorio XIV falleció el 15 de octubre de 1591; su sucesor directo, Inocencio IX, falleció el 30 de diciembre del mismo año, menos de dos meses después de su elección. En enero de 1592, Clemente VIII se convirtió en papa. Éste reanudó el trabajo en la revisión para producir una edición final; nombró a Francisco de Toledo, Agostino Valier y Federico Borromeo como editores, con Robert Belarmino, Antonius Agellius, Petrus Morinus y otros dos para ayudarlos. «Bajo el liderazgo de Clemente VIII, el trabajo de la comisión se continuó y se revisó drásticamente, con el erudito jesuita Cardenal Robert Belarmino (1542-1624) llevando a la tarea su investigación de toda la vida sobre el texto de la Vulgata».

### El retiro de Clemente VIII de la Vulgata Sixtina
En enero de 1592, Clemente VIII se convirtió en Papa e inmediatamente retiró todas las copias de la Vulgata Sixtina como uno de sus primeros actos. La razón declarada para el retiro fue errores de impresión, aunque la Vulgata Sixtina estaba mayormente libre de esos. 
Según James Hastings, «[l]as verdaderas razones para el retiro de las ediciones deben haber sido en parte la hostilidad personal hacia Sixto , y en parte la convicción de que el libro no era un representante digno del texto de la Vulgata». Eberhard Nestle sugiere que la revocación se debió realmente a la influencia de los jesuitas, a quienes Sixto había ofendido al poner uno de los libros de Roberto Belarmino en el Index Librorum Prohibitorum (lista de libros prohibidos). Frederic G. Kenyon escribe que la Vulgata Sixtina estaba «llena de errores», pero que Clemente VIII también fue motivado en su decisión de recordar la edición de los jesuitas, «a quienes Sixto había ofendido». Metzger cree que las inexactitudes pueden haber sido un pretexto y que el ataque contra esta edición había sido instigado por los jesuitas , "a quienes Sixto había ofendido al poner uno de los libros de Belarmino en el 'Índice' ,  y tomaron este método de venganza . "  Sixto miró a los jesuitas con desconfianza y sospecha. Consideró hacer cambios radicales en su constitución, pero su muerte impidió que esto se llevara a cabo.  Sixto V se opuso a algunas de las reglas de los jesuitas y especialmente al título de "Compañía de Jesús", y estuvo a punto de cambiarlas cuando murió. Sixto V "tuvo algún conflicto con la Compañía de Jesús en general, especialmente con respecto al concepto de la Compañía de obediencia ciega al General , que para Sixto y otras figuras importantes de la Curia romana comprometía la preeminencia del papel del Papa dentro de la Iglesia. " 
Según Jaroslav Pelikan , la Vulgata Sixtina "resultó ser tan defectuosa que fue retirada". 

### Publicación
La Vulgata Clementina se imprimió el 9 de noviembre de 1592,  en formato folio ,  con un prefacio anónimo escrito por el cardenal Robert Bellarmine.  Se publicó con la bula papal Cum Sacrorum del 9 de noviembre de 1592,  que afirmaba que todas las ediciones posteriores deben asimilarse a esta, que ninguna palabra del texto puede modificarse y que Es posible que las lecturas variantes no se impriman en el margen.  La mayoría de las erratas de esta edición se eliminaron en una segunda (1593) y una tercera edición (1598). 
Las ediciones de 1593 y 1598 estaban en cuarto .  La edición de 1592 contenía una lista de citas, una interpretación de nombres y una concordancia bíblica; aquellos no estaban presentes en las ediciones de 1593 y 1598. [ dudoso - discutir ] Las ediciones de 1593 y 1598 contenían referencias en el margen y "varios prefacios"; la edición de 1592 no lo hizo. 
Esta nueva versión oficial de la Vulgata, conocida como Vulgata Clementina ,  o Vulgata Sixtina-Clementina,  convirtió en la Biblia oficial de la Iglesia Católica .

#### Características textuales
El Apéndice de la Vulgata Clementina contenía libros apócrifos adicionales: 3 de Esdras y 4 de Esdras, Salmo 151 de David, Oración de Manasés y Epístola a los laodicenses. Su versión del Libro de los Salmos era el Psalterium Gallicanum y no la versio juxta Hebraicum .  La edición de 1592 no contenía los prólogos de Jerónimo , pero esos prólogos estaban presentes al comienzo del volumen de las ediciones de 1593 y 1598.  La Vulgata Clementina contiene textos de Hechos 15:34 ,  la coma joánica ,  y1 Juan 5: 7 .  El nuevo sistema de enumeración de versos introducido por la Vulgata Sixtina fue reemplazado por el sistema de división de enumeración de versos de la edición de 1551 de la Biblia de Robertus Stephanus . 
El texto de la Vulgata Clementina estaba cerca de la edición henteniana de la Biblia, que es la Vulgata de Lovaina ;  esta es una diferencia con la edición sixtina,  que tenía "un texto más parecido al de Robertus Stephanus que al de John Hentenius".  La Vulgata Clementina usó el sistema de enumeración de versos de Stephanus y la Vulgata de Lovaina. El texto de la Vulgata Sixtina dejó una "huella eterna" en los detalles de la Vulgata Sixto-Clementina: en la "ortografía, especialmente la de los nombres propios, y en sus correcciones de detalles, incluso los menos justificados". La situación relativa a la modificación más profunda que Sixto había hecho al texto de la Vulgata de Lovaina es totalmente diferente.  Los editores intentaron hacer la Vulgata Clementina lo más similar posible a la Vulgata Sixtina: los títulos y los frontispicios eran similares, y la numeración de las páginas de las ediciones Sixtina y Clementina era idéntica.

#### Título
Scrivener señala que para evitar la aparición de un conflicto entre los dos papas, la Biblia Clementina se publicó con el nombre de Sixto, con un prefacio de Belarmino. Este prefacio afirmaba que Sixto había tenido la intención de publicar una nueva edición debido a errores que se habían producido en la impresión de la primera, pero se le había impedido hacerlo por su muerte, y que ahora, de acuerdo con su deseo, la obra estaba terminada. por su sucesor. 
El nombre completo de la Vulgata Clementina era Biblia sacra Vulgatae Editionis, Sixti Quinti Pont. Max. iussu Recognita atque edita  (traducción: La Santa Biblia del Común / Edición Vulgata identificada y publicada por orden del Papa Sixto V  ). Debido a que la edición Clementine retuvo el nombre de Sixto en su portada, la Vulgata Clementina a veces se conoce como la Vulgata Sixto-Clementina.
E. Nestlé señala que "la primera edición que contiene los nombres de los dos Papas [Sixto V y Clemente VIII] en la portada es la de 1604. El título dice: 'Sixti V. Pont. Max. Iussu Recognita et Clementis VIII . auctoritate edita. ' "  Un análisis también compartido por Scrivener  y Hastings. Hastings agrega que "[l] a forma regular de título en una Biblia Vulgata moderna — 'Biblia Sacra Vulgatae Editionis Sixti V. Pont. Max. Jussu Recognita et Clementis VIII. Auctoritate edita ' " no se puede rastrear antes de 1604. Hasta ese tiempo en el que Sixto parece haber estado solo en la portada; después de esta fecha, "Clemente ocasionalmente figura por sí mismo". Esta adición de Clemente VIII en la portada en 1604 se debe a la imprenta de Guillaume Rouillé . 

## Diferencias con la Vulgata Sixtina
La edición clementina de la Vulgata difiere de la edición sixtina en unos 3.000 lugares según Carlo Vercellone ,  James Hastings ,  Eberhard Nestle ,  FG Kenyon ,  y Bruce M. Metzger ;  4.900 según Michael Hetzenauer ,  y Bruce M. Metzger y Bart D. Ehrman en su libro coescrito;  y "aproximadamente cinco mil" según Kurt y Barbara Aland . 
Algunos ejemplos de cambios de texto incluyen, por ejemplo, en Éxodo 2, donde el texto de la Vulgata Sixtina "constituit te" (2:14), "venerante" (2:16), "et eripuit" (2:22), y "liberavit" (2:25) se reemplaza en la Vulgata Clementina respectivamente por "te constituit", "venerunt", "eripuit" y "cognovit".

## Crítica

### Críticas contemporáneas
Los protestantes han criticado las diferencias entre las ediciones sixtina y clementina de la Vulgata ; Thomas James en su Bellum Papale sive Concordia discors (Londres, 1600) "reprende a los dos Papas por sus altas pretensiones y el palpable fracaso de al menos uno, posiblemente ambos".  Dio una larga lista de alrededor de 2000 diferencias entre estas dos ediciones.  En el prefacio de la primera edición de la versión King James (1611), los traductores acusaron al Papa de perversión de las Sagradas Escrituras. 

### Críticas modernas
James Hastings dijo que "admite de buen grado" que "en general [...] el texto clementino es una mejora crítica sobre el sixtino".  Según Frederic G. Kenyon , "[i] t no se puede pretender que el texto de Clementine sea satisfactorio desde el punto de vista de la historia o la erudición"; También dijo que los cambios que diferencian la edición Clementine de la edición Sixtine "excepto donde simplemente eliminan un error obvio, son, en su mayor parte, ninguna mejora".  Henri Quentin escribió: "En general, la edición Clementine es un poco mejor que la Sixtine, pero no marca un progreso considerable". 
Kurt y Barbara Aland escribieron que "ni la edición de 1590 ni la de 1592 [...] lograron representar ni el texto original de Jerónimo [...] ni su base griega con precisión".  Monseñor Roger Gryson, un erudito en patrística de la Universidad Católica de Lovaina ,  afirma en el prefacio de la cuarta edición de la Vulgata de Stuttgart (1994) que la edición de Clementine "frecuentemente se desvía de la tradición manuscrita de literatura o doctrina razones, y ofrece sólo un débil reflejo de la Vulgata original, tal como se lee en la pandecta del primer milenio ". Sin embargo, del mismo modo, la gran medida en que la edición Clementine conserva lecturas contaminadas del período medieval puede considerarse en sí misma de valor crítico; Frans Van Liere afirma: "para el estudiante medieval interesado en el texto tal como fue leído, por ejemplo, en el París del siglo XIII, la Vulgata Sixto-Clementina podría ser en realidad un mejor representante del texto bíblico escolástico que las ediciones críticas modernas de la texto en su forma precarolingia ".  Houghton afirma que "[la] Vulgata Clementina es a menudo una mejor guía para el texto de la Vulgata medieval que las ediciones críticas del texto más antiguo posible". 

## Impresiones posteriores
A principios del siglo XX, más personas se dieron cuenta de las deficiencias de la Vulgata Clementina, y en 1906 se publicó una nueva edición de la Vulgata Clementina editada por Michael Hetzenauer ( Biblia sacra vulgatae editionis: ex ipsis exelaribus vaticanis inter se atque cum indice errorum corrigendorum collatis critice  ); Esta edición se basó en las impresiones de 1592, 1593 y 1598 de la Vulgata Clementina e incluye correcciones autorizadas. La edición de 1946 de Alberto Colunga Cueto y Turrado  [ es ] es la edición de referencia estándar actual de Clementine Vulgate, y una versión de la misma está disponible en línea. 

## En ediciones críticas del texto bíblico
La edición de 1592 de la Clementine Vulgate se cita en Nestle-Aland , donde es designada por el siglum vg cl ,  y en la Oxford Vulgate New Testament (también conocida como Oxford Vulgate), donde está designada por la sigla C .  Las ediciones de 1592, 1593 y 1598 se citan en la Vulgata de Stuttgart , donde son designadas colectivamente por el siglum 𝔠 .